# Roman Jur'evič Moiseev
Roman Jur'evič Moiseev (in russo Роман Юрьевич Моисеев?; Mosca, 12 maggio 1960) è un direttore d'orchestra russo.

## Biografia
Roman Moiseev è nato a Mosca nel 1960. Ha ricevuto una solida educazione musicale alla Accademia Russa della Musica di Gnesins e al Conservatorio di Mosca, dove ha completato il corso di studi in direzione di opera e sinfonia nella master class di Dmitrij Kitaenko.

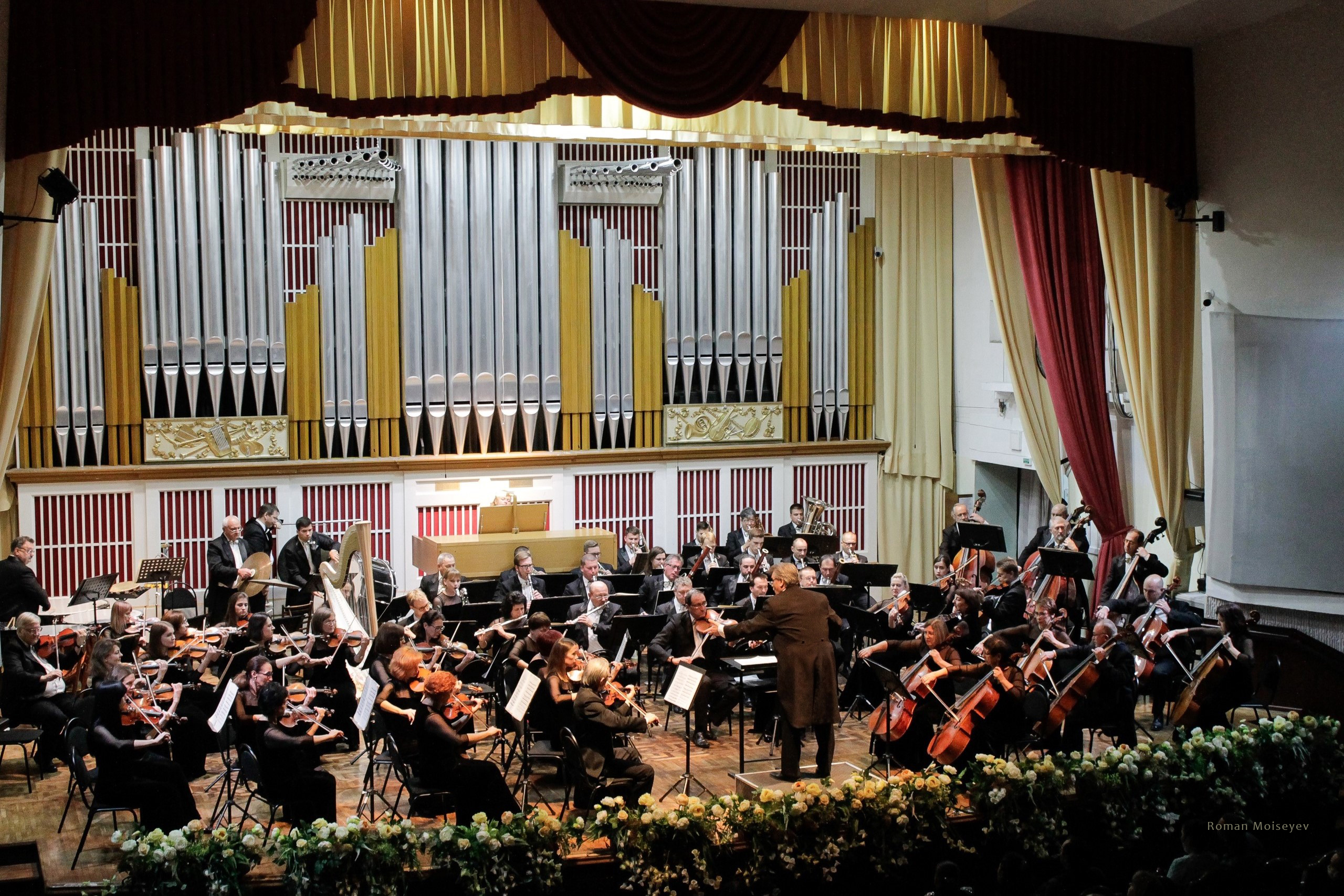
Tchaikovsky. Manfred

Roman Moiseev ha perfezionato la sua tecnica sotto la guida del Maestro Gennadij Roždestvenskij, il quale ha rilevato diverse preziose qualitа: "un'emotivitа forte, un vero sentimento di stile, una volontа sviluppata di interpretazione e una tecnica manuale facilmente percepita dagli orchestrali…". Ha lavorato nelle master class di grandi direttori d'orchestra russi, come i Maestri Ilya Mussin e Alexander Dmitriev a San Pietroburgo e il Maestro Arnold Katz a Novosibirsk. Ha partecipato a concorsi internazionali per direttori d'orchestra come il Prokof'ev e il Ferencsik.
Maestro collabora con solisti, orchestre e teatri di Russia, Bielorussia, Ungheria, Germania, Israele, India, Kazakistan, Corea, Cina, Mongolia, Stati Uniti, Ucraina, Giappone, ecc. Tiene corsi di perfezionamento per giovani direttori d'Orchestra. Il repertorio comprende sinfonie, musica da camera, l'oratorio, oltre venti nomi di opere e balletti. Particolare attenzione è rivolta al lavoro di compositori romantici.